# Llista d'obres de Picasso 1901–1910
Llista no raonada d'obres de Pablo Picasso realitzades entre 1901 i 1910.
La llista és incompleta. Si us plau, ajudeu ampliant-la.

## 1901
- L'enfant au pigeon
- Portrait du Père Manyac
- Pierreuse, la main sur l'épaule
- Portrait de Jaime Sabartés (Le bock)
- Portrait de Mateu Fernández de Soto
- Les deux saltimbanques (Arlequin et sa compagne)
- Arlequin accoudé
- La diseuse
- Portrait de Jaime Sabartés
- Picasso avec partenaire
- Femme en robe verte assise
- Couple de 'Rastaquoueres'
- Vendeuse de fleurs
- Femme dans la rue
- Le Bassin des Tuileries
- Longchamp
- Nature morte (Le dessert)
- Sada Yacco
- Le 'Divan Japonais'
- Le Roi Soleil
- La Nana
- La espera (Margot)
- Mère et enfant devant un vase de fleurs
- Le gourmet (Le gourmand)
- La chambre bleue (Le tub)
- Femme sortant du bain
- Jeanne (Nu couché)
- Femme en bleu
- Femme au chapeau à plumes
- Courtisane au collier de gemmes
- Profil d'une jeune femme (fille avec fleur rouge)
- La Madrilène (Tête de jeune femme)
- Tête de femme
- Femme au bonnet
- Femme portant une cape
- Femme à la cigarette
- Buveur d'absinthe
- Buveuse d'absinthe
- La femme au chignon
- La jupe rouge
- Le suicide (Casagemas)
- La mort de Casagemas
- La mort de Casagemas (Casagemas dans son cercueil)
- Evocation (L'enterrement de Casagemas)
- Femme aux bras croisés
- Femme aux bijoux
- Portrait de Bibi-la-pureé
- Bibi-la-purée assis
- Femme dans un café
- Café concert de Málaga
- Les fugitives
- Femme en vert
- Fillette au chapeau
- Jardin de Paris
- Mère et enfant
- Femme nue assise
- Autoportrait 'Yo' [Étude]
- Femme souriante au chapeau à plumes
- Femme aux bas-bleus
- Les Soupeurs
- Femme avec un chien
- Lis jaunes
- Lola Ruiz Picasso
- Femme aux bras croisés
- Le quatorze juillet
- Au café
- Arte Joven
- Deux femmes
- Portrait de Gustave Coquiot
- Autoportrait devant Le Moulin Rouge
- Autoportrait avec Jaume Andreu Bonsons
- Les toits bleus
- Sur le pont supérieur
- Le divan japonais
- Femme de Saint-Lazare par clair de lune
- Portrait de Minguell
- Boulevard de Clichy
- Portrait d'homme [Bibi-la-purée]
- Buste de femme
- La conversation
- Gustave Coquiot
- Carmencita et buste de femme
- Au champ de courses
- Homme et femme
- Au Moulin Rouge (La fille du Roi d'Egypte)
- Mère et enfant
- Paysan de Tolède
- Le poète Alberto Lozano
- Rusiñol et Casas
- Célestine et un couple
- Chanteuse
- Danseuse de cancan
- Courses de taureaux
- Clown au singe
- Jardin public
- Ballerina
- Harlequin and His Companion

## 1902
- Miséreuse accroupie
- La Soupe
- Femme fatiguée, ivre
- L'entrevue (Les deux soeurs)
- Vendeur du gul
- Tête d'une femme morte
- Femme en bleu
- Femme avec un châle
- Mère et fils sur le rivage
- Mère et enfant sur le rivage
- Dans un cabaret
- Portrait de Corina Romeu
- Portrait de Juli González
- La femme avec la bordure
- Femme nue aux cheveux longs
- Homme et femme
- Barcelone, paysage d'été
- Femme aux bas verts
- Mère et fille au bord de la mer
- Homme en bleu
- Pierreuses au bar
- Homme et femme avec un chat
- Femme aux bras levés
- Femme nue II
- Les deux sœurs [Étude]
- L'étreinte
- Profil de femme
- Femme assise au capuchon
- Mère et enfant
- Femme nue I
- Le boxeur
- La Vie
- Catcus
- The Old Guitarist

## 1903
- Des pauvres au bord de la mer
- Riera de Sant Joan à l'aube
- Le Palais des Arts à Barcelone
- Les Toits de Barcelone
- Les Toits de Barcelone au clair de lune
- Tête de femme
- L'Étreinte
- Groupe de pauvres
- L'Aveugle et sa famille
- Sebastià Junyer-Vidal comme rhapsode
- Sebastià Junyer-Vidal en matador
- Couple dans un café (croquis)
- Couple dans un café
- Sebastià Junyer-Vidal avec une femme à ses côtés
- Portrait de madame Soler
- Portrait du tailleur Soler
- Portrait bleu de Angel Fernández de Soto
- Lady at Eden Concert
- Heure du dîner (Évocation de Horta d'Ebre)
- Vieux guitariste aveugle
- Repas de l'aveugle
- Masque d'un chanteur aveugle
- Mère et enfant au fichu
- Le Vieux juif (Le vieillard)
- Vieille femme se chauffant les mains au feu
- Accordéoniste et enfants
- Mateu et Angel Fernández de Soto avec Anita
- Mère et enfant au bord de la mer
- Paysage catalan
- Jeune fille accoudée
- Le Vieux juif
- Étude de nu debout
- Jeune femme au café courtisée par un Pierrot (L'Offrande)
- Tête de vieil homme barbu
- Mlle Bresina assise dans un fauteuil
- Spectateurs de corrida
- Femme à la boucle
- Maternité

## 1904
- Le fou (L'idiot)
- La repasseuse
- Célestine
- Le repas frugal
- Femme à la corneille
- Deux personnages
- La chambre de la repasseuse
- Femme accoudée
- Le fou
- Femme dormante (Meditation)
- Nu dormant
- Les deux amies
- Les amants
- Vierge à la guirlande
- Portrait de Manolo Hugué
- Portrait de Sebastià Junyent
- Portrait de Sebastià Junyer-Vidal
- Portrait de Jaume Sabartés
- Femme au chignon
- Madeleine
- Portrait de Suzanne Bloch
- L'acteur
- Acrobate au ballon (Fillette au ballon)
- Au 'Lapin Agile' (Arlequin tenant un verre)
- Femme au châle rouge (Suzanne Bloch)
- Le baiser
- Homme nu assis et femme nue debout
- Mère et enfant
- Le saltimbanque
- Femme couchée
- La Vie
- La Chumarabe

## 1905
- Garçon à la pipe
- Famille de saltimbanques (Les Bateleurs)
- Famille d'acrobates avec singe
- Acrobate et jeune arlequin
- Mallorquine and le tradgedy
- Femme à la chemise
- Famille d'arlequin
- Tête de Hurdy-gurdy
- Hurdy-gurdy
- Bouffon et jeune acrobate
- Profil droit de bouffon
- Famille de bateleurs
- Famille de saltimbanques
- Famille de saltimbanques [Étude]
- Le Singe assis
- Garçon à la Collerette
- Garçon avec chien
- Deux saltimbanques avec un chien
- Mère et enfant (Baladins)
- Portrait de Madame Benedetta Canals
- Deux coqs
- Au bord du canal
- Un bateau sur le canal
- Paysage hollandais avec moulins à vent
- Profil de Hollandaise
- Hollandaise au bord du canal
- Les Trois Hollandaises
- Nus entrelacés
- Garçon avec un bouquet de fleurs
- Femme à l'éventail
- Jeune fille nue avec panier de fleurs
- Femme nue assise
- Écuyère à cheval
- Arlequin à cheval
- Gros bouffon assis
- Acrobate et jeune arlequin
- Arlequin
- La Belle Hollandaise
- Le Roi
- Madeleine nue
- Bouffon et jeune acrobate
- Arlequin se grimant devant une femme assise
- La Coiffure [Étude]
- Asservissement

## 1906
- Autorretrat
- Les deux frères
- La mort d'Arlequin
- Portrait d'Allan Stein
- Jeune espagnol
- Tête de jeune homme
- Garçon nu
- Trois nus
- Les adolescents
- Jeune homme et cheval
- Meneur de cheval nu
- Les Paysans
- Composition: Les paysans
- La Coiffure
- La toilette
- Jeune fille à la chèvre
- Femme nue debout
- Deux femmes nues
- Nu sur fond rouge
- Autoportrait
- Autoportrait à la palette
- Portrait de Gertrude Stein
- Lit avec moustiquaire
- Nu aux mains jointes
- Portrait de Fernande Olivier au foulard
- La porteuse de pains
- Femme sur un âne
- Nu couché (Fernande)
- Fernande à la mantille
- 'El Tinen'
- Nature morte aux vases
- Nu, étude pour le harem
- Le Harem
- Etude pour les demoiselles
- Nu assis et nu debout
- Tête de femme
- Buste de femme
- Paysage de Gósol
- Marins en bordée
- Garçon et fillette nus
- Meneur de cheval nu
- Taureau
- Portrait de Fernande
- Tête de Josep Fondevila
- La toilette
- Femme nue vue de dos avec enfant
- Satyre et jeune fille
- Garçon au caleçon
- La toilette [Étude]
- Chevaux au bain
- La danse (Etude pour 'Vase bleu')
- L'abreuvoir (La Suite des Saltimbanques L8)
- Chevalier, enfant, femme, cruche et main
- Femme debout
- Femme nue
- L'étreinte
- Femme assise
- Portrait de femme et deux femmes

## 1907
- Les Demoiselles d'Avignon
- Autoportrait
- Fleurs sur une table
- Cruche, bol et citron
- Portrait de Max Jacob
- Femme debout
- Femmes nues de profil
- Hiboux
- Tête d'homme
- Grande danseuse d'Avinyó
- Femme nue [Étude]
- Demoiselle d'Avinyó
- Buste de femme
- Buste de Demoiselle d'Avinyó
- Femme nue accroupie
- Tête d'étudiant médical
- Marin et étudiant
- Étudiant médical et six femmes nues
- Les demoiselles d'Avinyó (2)
- Les demoiselles d'Avinyó [Étude](1)
- Les demoiselles d'Avinyó [Étude](2)
- Les demoiselles d'Avinyó [Croquis]
- Nu à la serviette
- La danse aux voiles (Nu à la draperie)
- Trois femmes sous un arbre
- Amitié
- Tête d'homme (1)
- Tête d'homme (2)
- Homme nu aux mains croisées
- Buste de marin
- Tête de femme [Étude pour 'Nu à la draperie']
- Tronc de femme aux mains jointes
- Femme assise
- Buste de marin
- Les Demoiselles d'Avinyó [Étude]
- Nu à la draperie [Étude]
- Masque nègre
- Nu jaune
- Nu couché
- Marin roulant une cigarette
- Paysage
- Deux Femmes assises
- Femme au corsage jaune
- Nu debout de profil
- Pots et citron
- Nu debout, Trois femmes [Étude]
- Trois femmes [Étude]
- Cinq femmes
- Nu aux bras levés
- Nu à la draperie [Étude]
- Fleurs exotiques (Bouquet dans un vase)
- Nature morte [Étude]
- Les citrons
- Tête de personnage
- Fétiche [Trois notes]
- Totem
- Tête
- Danseuse
- Feuillage
- Paysage
- Cinq femmes II
- Cinq femmes III
- Cinq femmes IV
- Pablo Ruiz Picasso
- Cinq femmes V
- Nu à la serviette [Étude]
- L'amitié [Étude]
- Femme nue en pied
- Nu à la draperie [Étude]
- Compotier

## 1908
- La dríade (Nu dans une forêt)
- Bols et cruche
- Fermière
- Maison dans le jardin
- Paysage
- Vase de fleurs, verre de vin, et cuillère
- Composition avec tête de mort
- Cinq femmes (Baigneuses dans la forêt)
- Baigneuse nue debout
- Verre et fruits
- Maisonette dans un jardin
- Trois femmes [Étude]
- Trois femmes
- Groupe qui se lève
- Nu couché
- Nu debout
- Femme nue debout tournée vers la droite
- Femme avec éventail (Après le bal)
- Tête d'homme
- Tête de femme
- Tête
- Femme nue au bord de la mer (Baigneuse)
- Le compotier
- Main et pied
- Nu aux bras levés de profil
- Nu debout de face
- Carnaval au bistrot [Étude]
- Carafon et trois bols
- Poires et pommes
- Compotier aux poires et pommes
- Compotier et fruits
- Femme nue
- Baigneuse
- Nu debout
- Femme nue debout
- Buste de femme
- Trois femmes (version rythmée)
- Trois femmes [Étude]
- L'Offrande [Étude]
- L'Offrande
- Femme nue couchée et trois personnages [Incomplet]
- Nature morte au vase et à l'étoffe verte
- Vase et fruit ('Mort aux rat')
- Deux femmes
- Femme nue de profil
- Odalisque (Ingres)
- Crâne, encrier, marteau
- Crâne, encrier, hareng I
- Crâne, encrier, hareng II
- Femme assise
- Femme nue assise
- Homme assis
- Buste de femme
- Buste de femme accoudée ('Femme dormant')
- Femme nue assise
- Paysage
- Tête
- Nu dans la forêt
- Buste de la fermière
- Tête de femme
- Pot de fleurs
- La driade [Étude]
- Visage-masque
- Nature morte
- Compotiers, fruits et verre
- Poissons et bouteilles
- Homme nu assis
- Nature morte au bouquet de fleurs
- Paysage, coucher de soleil
- Paysage (Deux arbres)
- Bol vert et flacon noir

## 1909
- Pains et compotier aux fruits sur une table
- Carnaval au bistrot [Étude]
- Deux femmes nues
- La reine Isabeau
- Nature morte aux bouteilles de liqueur
- Femme nue dans un fauteuil
- Femme assise
- Femme avec un livre
- Femme à l'éventail
- Femme à la mandoline
- Femme et un vase de fleurs
- Le bock
- Éventail, boîte de sel et melon
- Buste de femme (Fernande)
- Baigneurs qui se sèchent
- Femme assise dans un fauteuil
- Tête de femme
- Famille d'Arlequin
- Femme nue assise dans un fauteuil
- Homme assis dans un fauteuil
- Brioche et verre
- Tête de femme
- Buste de femme au bouquet (Fernande)
- Femme aux poires (Fernande)
- Femme assise
- Portrait de Manuel Pallarés
- Paysage avec un pont
- Pressoir d'olive à Horta de Sant Joan (L'usine)
- Maisons sur la colline (Horta d'Ebre)
- Le réservoir (Horta d'Ebre)
- Femme assise
- Pomme
- Femme qui coud
- Le Sacré-Cœur
- Buste de femme
- Carafe et chandelier
- Tête d'homme
- Tête de femme (Fernande Olivier)
- Tête de femme (Fernande)
- Carnaval au bistrot [Étude]
- Baigneurs dans un paysage
- Nature morte à la chocolatière
- Saint-Antoine et Arlequin
- Femme assise (Femme au châle)
- Le chapeau
- Femme nue assise
- Buste d'Arlequin
- Jeune fille assise
- Femme à la mandoline
- Maisons et palmiers II
- Paysage avec palmiers II
- Paysage avec palmiers III
- Maisons et palmiers I
- Maisons et palmiers II
- Paysage avec un pont
- Paysage (La montagne de Santa Barbara)
- Buste d'homme (L'athlète)
- Madonne
- Nature morte à la brioche
- La dame au chapeau noir
- Tête de femme (Fernande)
- Nature morte (coffret, compotier, tasse)
- Coffret, compotier, tasse
- Femme nue assise
- Paysanne assise ('L'Italienne de Derain')
- Pomme
- Autoportrait
- Verre, pomme et livres
- Moulin à Horta d'Ebre
- Homme au chapeau [Portrait de Braque]
- Maisons sur la colline
- Verres et fruits
- Nature morte au cuir à rasoir
- Nature morte aux oignons
- Carafon, pot et compotier
- Vase, gourde et fruits sur une table
- Les poissons
- Le pressoir à huile
- Femme et pot de moutarde
- Portrait de Clovis Sagot
- Baigneuse

## 1910
- Portrait de Daniel-Henry Kahnweiler
- Jeune fille à la mandoline (Fanny Tellier)
- Nature morte avec verre et citron
- Femme à la mandoline
- Vase de fleurs
- Les jumelles
- Le rameur
- Le port de Cadaqués
- Femme nue
- Femme à la mandoline
- La table de toilette
- Portrait d'Ambroise Vollard
- Portrait de Wilhelm Uhde
- Femme nue debout
- Barque grecque à Cadaqués
- Mademoiselle Léonide
- Femme nue en pied
- Le guitariste
- Femme nue
- Femme nue assise
- Tête d'homme
- Mademoiselle Leonie [Étude]
- Composition cubiste
- Barque [Etudes]
- Barque [Etudes] [Nabucodonosor]
- Mademoiselle Léonie [Étude]
- Femme nue dans Cadaqués
- L'encrier
- Le compotier